# Janine Morgall Traulsen
Janine Morgall Traulsen er sociolog og lektor på Det Farmaceutiske Fakultet ved Københavns Universitet.
Hun tog en BA i sociologi i USA i 1980 og en fil.dr.-grad i Lund, Sverige, i 1991.
Hendes forskningsområder ligger inden for medicinsk sociologi, socialfarmaci og samfundsfarmaci